# Carrycoats
Carrycoats var en civil parish 1866–1958 när det uppgick i Birtley, i grevskapet Northumberland i England. Civil parish var belägen 16 km från Hexham och hade 34 invånare år 1951.